# Huť architektury Martin Rajniš
Huť architektury Martin Rajniš je architektonické studio, které bylo založeno Martinem Rajnišem a Davidem Kubíkem v roce 2012.
Hledá nové cesty napříč urbanismem, stavbami a designem. V úsilí o pokrok v architektuře jsou hlavním cílem práce této hutě stavby, které se prolínají s přírodou. Proto pracuje nejčastěji se dřevem, kamenem a sklem, materiály, jimiž usiluje o přirozenou architekturu, která souzní s okolní přírodou. Spolupracuje se studenty architektury a vytváří experimentální konstrukce ze dřeva, šetrné k přírodě. Experimentuje a staví z kmínků často náletových stromů, aby stavby byly co nejlevnější a nejpřirozenější. Typické pro tvorbu této hutě jsou menší stavby ze skládaného, snadno obnovitelného, trvanlivého dřeva (věže, rozhledny, lávky apod.), Rozhledny bývají průhledné a jejich symbolem je korouhev na špici.

## Nejznámější projekty a realizace

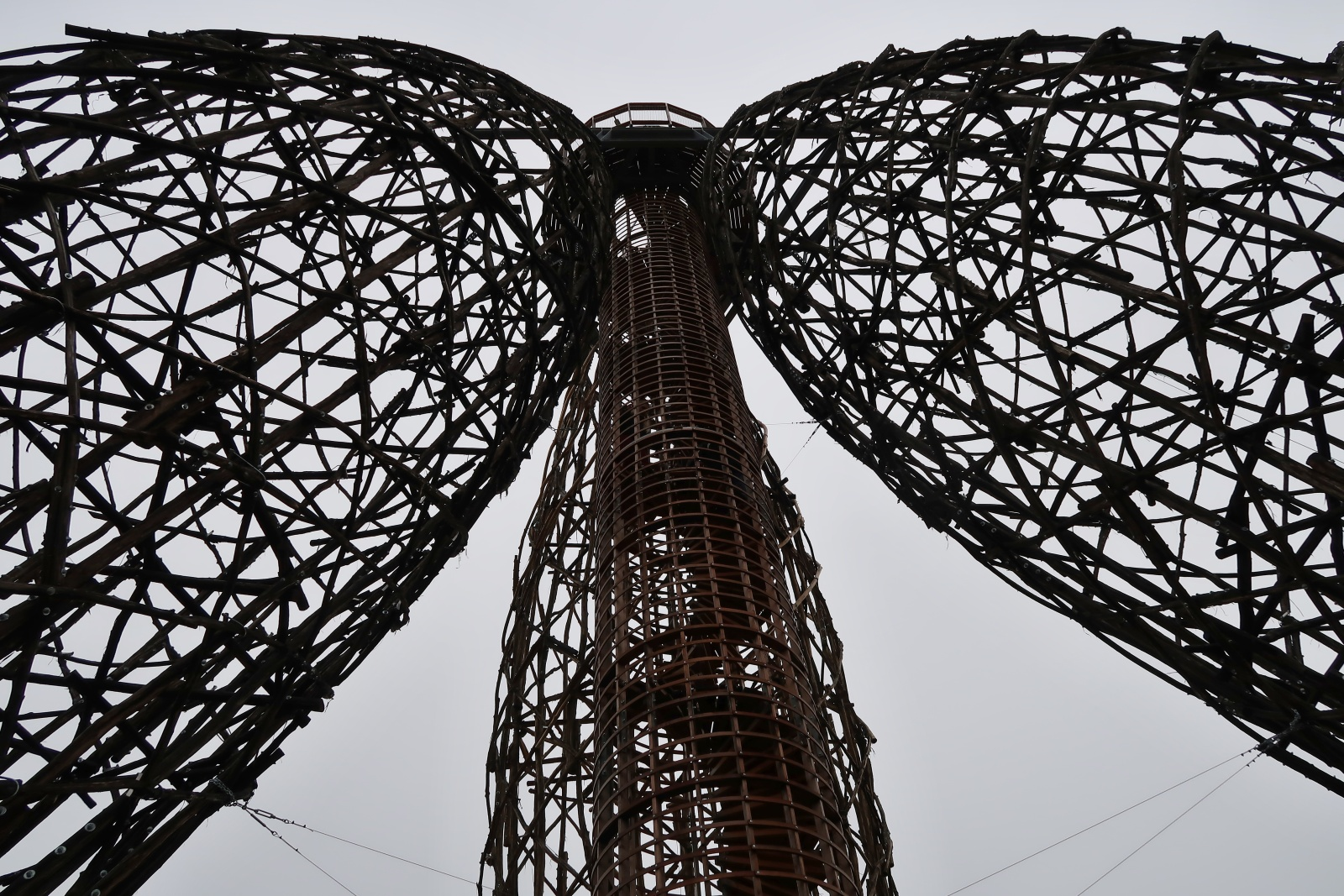
Rozhledna Doubravka XIV.

- 2013 Muzeum a Maják Járy Cimrmana, Příchovice, Liberecký kraj
- 2015 Rozhledna Máminka, Hudlice, Středočeský kraj
- 2016 Vzducholoď Gulliver, Praha 7
- 2017 Věž Ester, Jeruzalém
- 2018 Rozhledna Doubravka XIV, Praha 14

## Ocenění
- 2018 Nominace na cenu Miese van der Rohe – Doubravka 2018, XXV. GRAND PRIX ARCHITEKTŮ / DESIGN – Doubravka 2018 Stavba roku
- Nová budova Kliniky Dr. Pírka získala 25. září 2018 ocenění stavba roku 2018 v kategorii za nejlepší investiční záměr 2018
- Dřevěná konstrukce roku 2018 – realizace – věž Ester 2018 Nadace dřevo pro život
- Dřevěné interiéry roku 2018 – realizace – Gulliver 2017, XXIV. GRAND PRIX ARCHITEKTŮ / DESIGN – Gulliver 2017, Gulliver 2016 – veřejný interiér roku 2016
- 2014 Nominace na cenu Miese van der Rohe – Maják a muzeum Járy Cimrmana 2014, Cena Ernst A. Plischke (Vídeň)/ Ernst A. Plischke preis (Vien) 2014, cena za trvale udržitelnou architekturu (Paříž)/ Global Award for Sustainable Architecture (Paris) 2013.